# Rhodolirium
Rhodolirium, maleni biljni rod od dviju vrsta lukovičastih geofita iz porodice zvanikovki. Obje vrste endemične su za Južnu Ameriku (Čile i Argentina).
Opisan je u Linnaea 29: 65. 1858. 

## Vrste
1. Rhodolirium andicola (Poepp.) Ravenna
2. Rhodolirium montanum Phil., tipična vrsta